# シュガー・シュガー
「シュガー・シュガー」は、パーキッツの5作目のシングル。2005年5月18日にKONAMIから発売された。

## 概要
- 前作「あしたになあれ」から約7ヶ月ぶりのリリース。
- テレビアニメ『わがまま☆フェアリー ミルモでポン! ちゃあみんぐ』のオープニングテーマを収録している。

## 収録曲
1. シュガー・シュガー
作詞：ふじのマナミ / 作曲・編曲：片岡嗣実
テレビアニメ『わがまま☆フェアリー ミルモでポン! ちゃあみんぐ』オープニングテーマ
2. メルト
作詞：ふじのマナミ / 作曲・編曲：片岡嗣実
ゲーム『pop'n music13 カーニバル』収録曲。
3. Flare
作詞：ふじのマナミ / 作曲・編曲：片岡嗣実
4. シュガー・シュガー（カラオケ）
5. メルト（カラオケ）